# Cratere Llyr
Llyr  è un cratere sulla superficie di Europa.